# معرف الموارد الموحد

مخطط فيين لمعرف الموارد الموحد

معرف الموارد الموحد (بالإنجليزية: Uniform Resource Identifier)‏ ويعرف أيضاً باسم أوري (بالإنجليزية: URI)‏ وهو عنوان فريد يستخدم لتحديد المحتوى على الشبكة، مثل صفحة ويب أو مقطع صوت أو فيديو أو صورة ثابتة أو متحركة أو برنامج. الشكل الأكثر شيوعًا لمعرف الموارد هو عنوان صفحة الويب، الذي هو شكل معين أو فرع لعنوان الموقع الموحد يورال. معرف الموارد عادة ما يصف كيفية الوصول إلى الموارد والحاسوب الذي يحتوي على الموارد واسم الموارد (اسم الملف) على الخادم المستضيف (جهاز حاسوب) مثال: https://www.w3.org/Icons/w3c_main.gif وهو عنوان يؤدي إلى ملف صورة متحركة بصيغة gif واسمه w3c_main والمستضاف على الخادم الخاص للموقع الإلكتروني www.w3.org يتم الوصول إليه عن طريق بروتوكول نقل النص الفائق.

## العلاقة بين اسم الموارد الموحد وعنوان الموقع الموحد
أوري يمكن أن يصنف بحسب عنوان إنترنت أو الاسم أو الاثنان معاً.